# قصر مرواريد
قصر مرواريد (بالفارسية: کاخ مروارید) هو قصر تاريخي يعود إلى عصر الدولة البهلوية، ويقع في كرج.